# 广州市越秀外国语学校

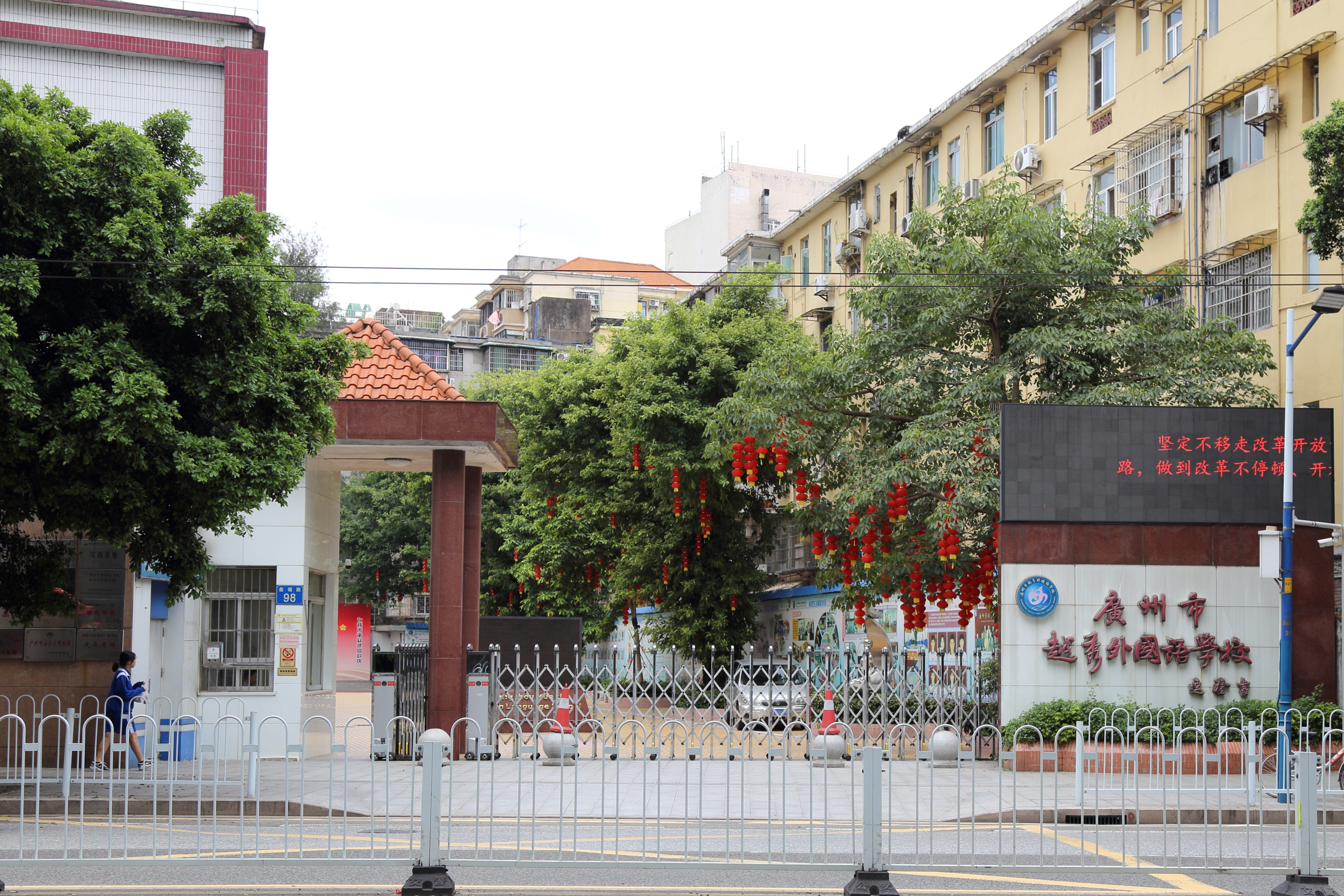
廣州市越秀外國語學校南校區（2018年6月）

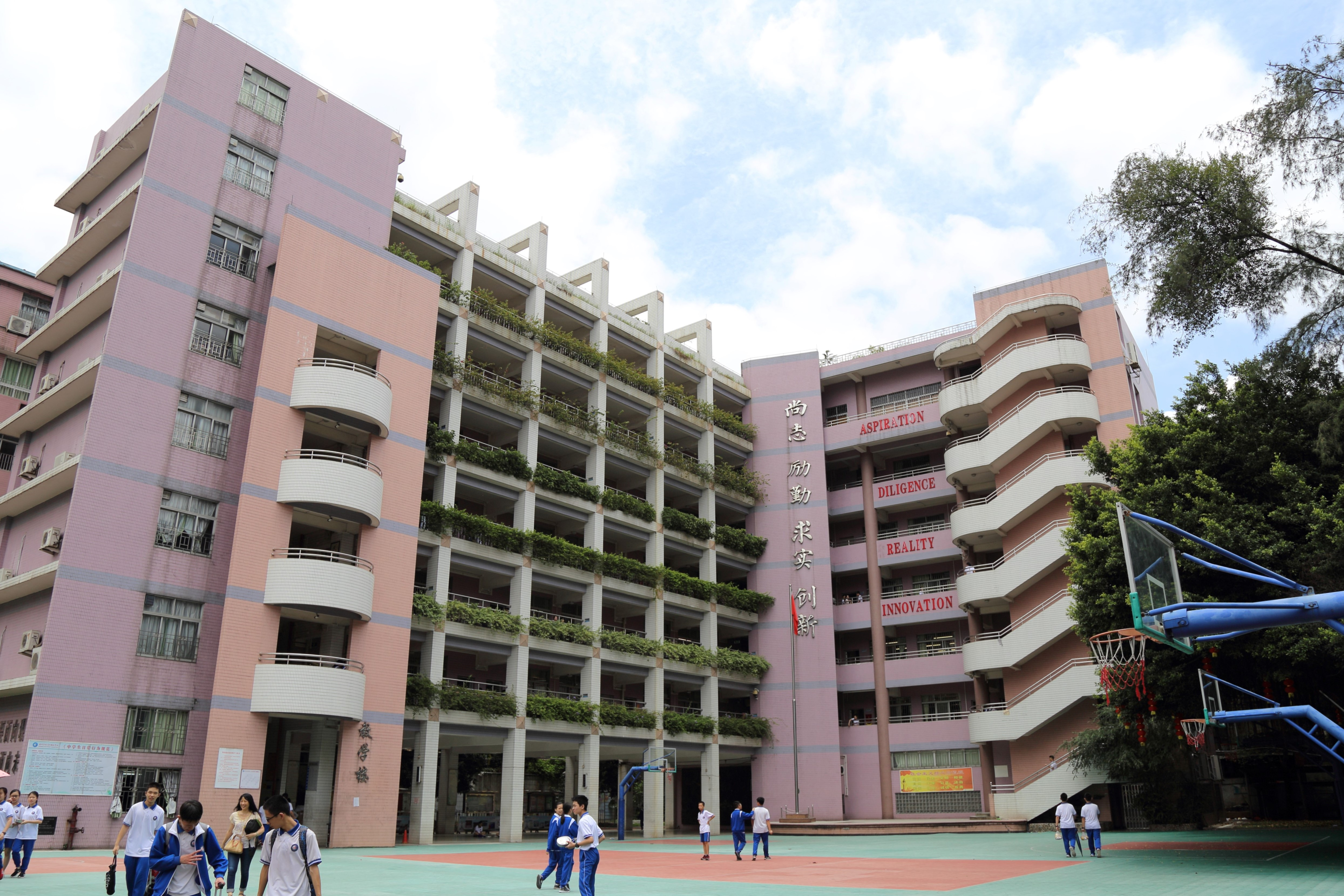
學校南校區教學樓（2018年6月）

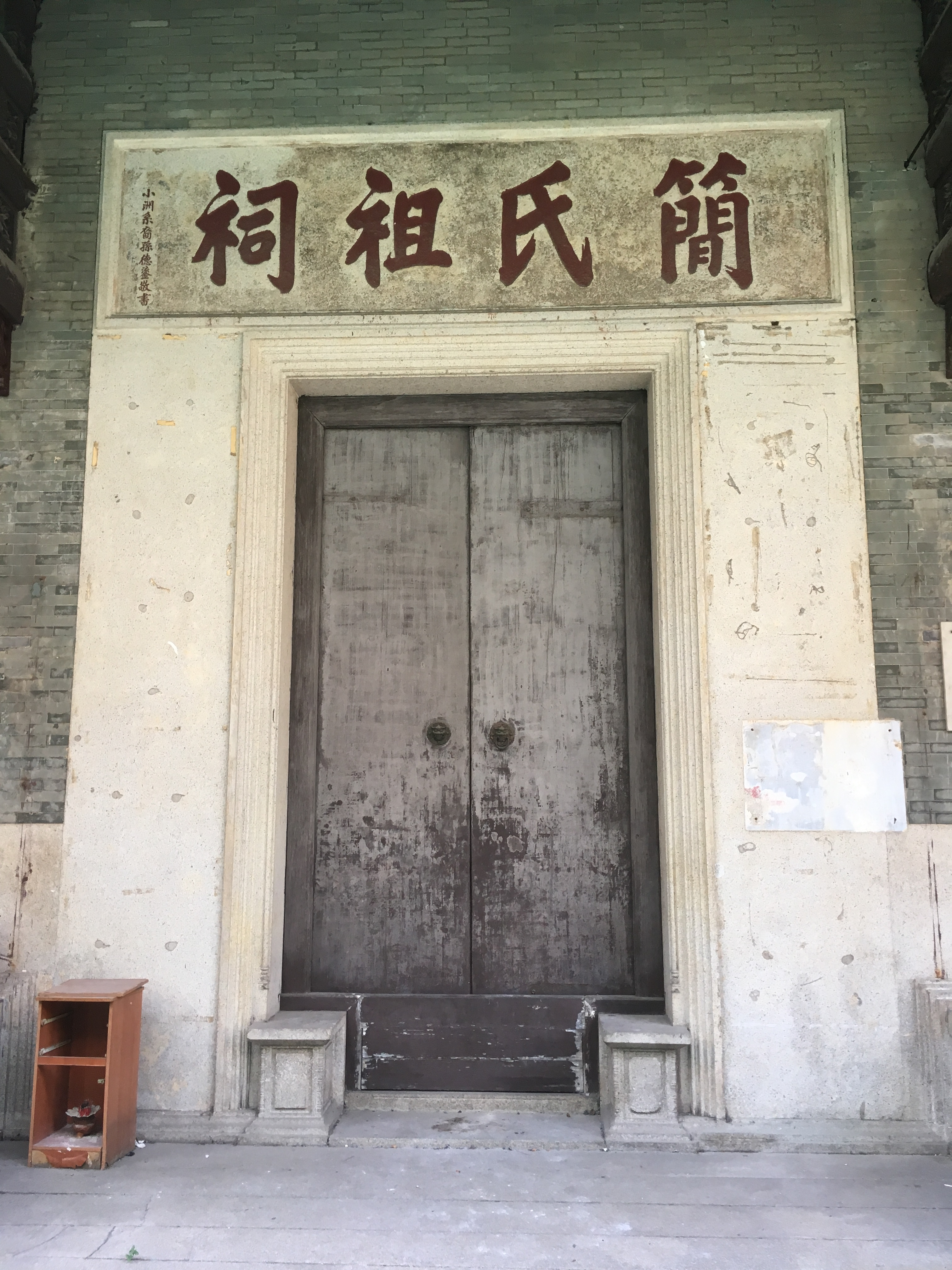
學校南校區内的簡氏祖祠大門

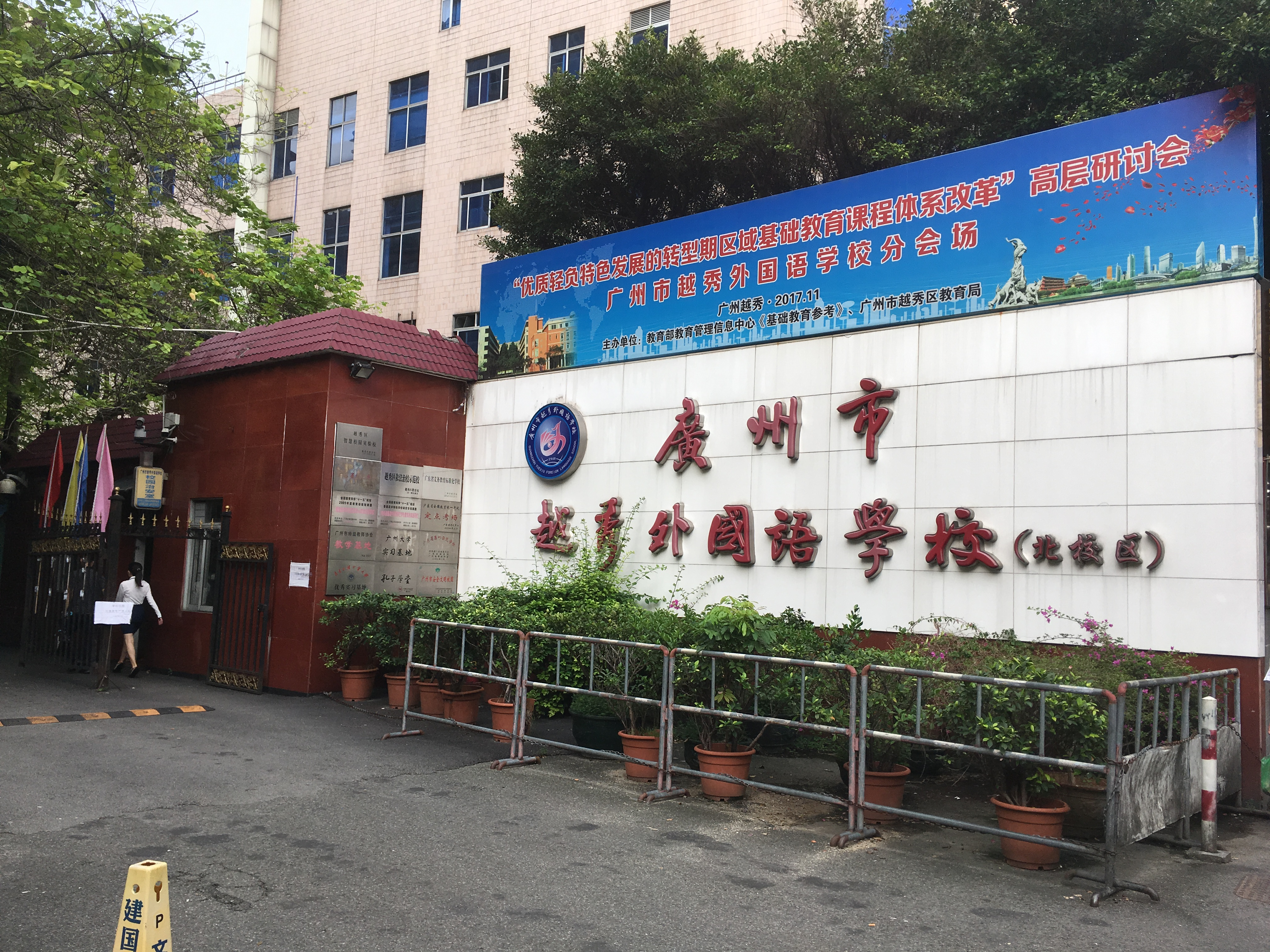
廣州市越秀外國語學校北校區（2018年6月）

广州市越秀外国语学校（英語：Guangzhou Yuexiu Foreign Language School），简称秀外，是一间位于中国广东省广州市越秀区直屬于越秀區教育局的多校區公立全日制完全中学，學校前身是1948年創立的私立眾賢中學。广州市越秀外国语学校曾被評為“全國教學創新優秀學校”；2004年被評為廣州市一級學校。
2018年6月，與廣州市第二十一中學重组，更名爲广东实验中学越秀学校。

## 校史

### 南校區
中華民國十四年（1925年），在简照南兄弟（南洋兄弟煙草公司董事）倡议下，简氏家族决定将原于中山五路桂香街的简氏祖祠迁到盘福路。
中華民國二十二年（1933年），簡氏祖祠迁建工程动工。
中華民國二十五年（1936年），新簡氏祖祠落成。
中華民國三十七年（1948年），簡氏後人在簡氏祖祠創校，當時名為“私立眾賢中學”，首任校長為簡竹超。
1950年，“私立眾賢中學”與“私立廣南中學”、“私立開明中學”合并，改名為“私立開明、廣南、眾賢聯合中學”。
1952年，“私立私立廣南、開明、眾賢聯合中學”與“私立广中中學”合併，改名為“私立大北中學”。
1953年，“私立大北中學”隨私校改公，改名為“廣州市第十二中學”。
1954年，因城市規劃需要，市十二中遷到西關。
1955年，市人民政府决定在原十二中校址繼續辦學，組建“廣州市第二十七中學”，建校初，由教導主任譚漢鈞代行校長職權，當年招收初一新生224名。
1962年，在二十七中學內開辦“越秀夜中學”，由共青團越秀區委員會牽頭開辦。
1964年，學校增建教學樓（現綜合樓），共16個課室，解决了學校教學場地的不足的問題。
1966年，因“文化大革命”而停課。
1968年，“越秀夜中學”停辦，學生併入二十七中學。同年，市二十七中學從初級中學改為完全中學。翌年，二十七中學在從化縣神崗公社蓮塘大隊開設農村分校。
1985年，廣州市教育局與香港春田文化教育機構合作，將二十七中高中部改辦外語職業高級中學，自此二十七中學就有兩塊牌子，分別是“廣州市第二十七中學”和“廣州市外語職業高級中學”。
1999年，學校嘗試多種辦學模式，將“廣州市外語職業高級中學”改辦成廣州市第一所綜合高中“廣州市外語綜合高級中學”，實行“普職融通、高三分流”的學制。
2008年，改名為“廣州市越秀外國語學校”。
2010年7月，與廣州大學實驗中學合併，并將廣州大學實驗中學定為北校區，作為高中部，原盤福路校區為南校區則作為初中部。
2018年5月，與廣州市第二十一中學重組，更名爲「廣東實驗中學越秀學校」，原廣州市第二十一中學定爲天勝校區，原廣州市越秀外國語學校南校區為盤福校區，原廣州市越秀外國語學校北校區則為桂花校區。

### 北校區
1986年，廣州市人民政府于廣州大學桂花崗校區對面組建“廣州市桂花中學”。
1998年被命名為廣東省首批綠色學校；
1999年市委、市政府授予文明單位；
1999年評為市教委系統先進單位；
2000年市委、市政府授予“2000年教育先進單位”；
1999年獲市高中畢業班工作一等獎、國中畢業班工作二等獎；
2000年獲市高中畢業班工作一等獎、國中畢業班工作二等獎；
2001年獲市高中畢業班工作一等獎、國中畢業班工作二等獎；
2002年5月經越秀區人民政府批准改名為“廣州大學實驗中學”，同年被評為區一級學校；
2004年被評為市一級學校；
2005年獲廣州市越秀區國中畢業班工作一等獎；
2006年獲廣州市高中畢業班工作二等獎、國中畢業班工作一等獎；
2007年獲廣州市高中畢業班工作三等獎、國中畢業班工作一等獎。
2008年獲廣州市高中畢業班工作三等獎、國中畢業班工作三等獎。
2009年獲廣州市高中畢業班工作二等獎、國中畢業班工作二等獎。
2009年順利通過廣東省普通高中教學水准優秀等級學校評估。
學校設有教研室、青年教研室，每年均出版《教育教學論文集》，教研氣氛濃厚，成效顯著，教師隊伍的教學、科研水準不斷提高，所撰論文紛紛在省市刊物發表，或獲省市獎勵。
2010年7月，併入廣州市越秀外國語學校，將原“廣州大學實驗中學”定為廣州市越秀外國語學校北校區，作為高中部。
2018年5月，與廣州市第二十一中學重組，更名爲「廣東實驗中學越秀學校」，原廣州市第二十一中學定爲天勝校區，原廣州市越秀外國語學校南校區為盤福校區，原廣州市越秀外國語學校北校區則為桂花校區。
2019年8月，广东实验中学越秀学校桂花校區2017級併入其天勝校區2017級並重新混合編班，秀外北校区移交至广州市第七中学改建为高三封闭备考基地。

## 重組計劃
2018年5月19日，广东省以及广州市的各大媒体公布广州市越秀外国语学校与广州市第二十一中学重组的信息，称重组后校名称为“广东实验越秀中学”，有關安排之前未有向社會公佈，在越秀區政府16屆35次常務會議和中共越秀區黨委十二屆（2018）18次會議等作內部審議後，提交計劃予廣東省教育廳和廣州市教育局，並獲得許可，但无论是广东省、广州市还是越秀区的政府、党委以及教育部门未公布有关文件，该名称未被正式文件肯定。
小升初招生方面，两校於2018年5月小升初前夕推行合并計劃，同時向公眾發布新安排與更改電腦派位表中的“广州市第二十一中学”校名为“省实越秀中学（筹）”，“广州市越秀外国语学校”校名则为“省实越秀中学（筹）初中部”。而广州市越秀外国语学校的英语特色生的报名工作因在公布合并信息前完成，虽然在越秀区英语特色生的报名中未更改校名，但在之后公布的英语特色生的面谈后的入围学生名单中其校名为“省实越秀（筹）初中部（广州市越秀外国语学校）”，越秀区教育局的英语特色生录取结果中显示的的校名则为“省实越秀学校（筹）初中部”。
高中招生方面，于《二〇一八年广州市高中阶段学校招生报考指南》中，在独立批招生说明页中解释广州市越秀外国语学校已与广州市第二十一中学重组，但未提及是否更改校名。。该校因广州市越秀外国语学校北校区暂停招生，所以于2018年开始该校的所有高中新生将在原广州市第二十一中学就读。招生批次方面也受到原广州市越秀外国语学校北校区暂停招生的影响，原来广州市越秀外国语学校于第二批招生名额全部取消，但保留广州市越秀外国语学校原有的英语特色生的独立批招生，而广州市第二十一中学原来的第一批招生计划中減少了招生人数，将广州市越秀外国语学校第二批的部分招生名额与其减少的名额置于提前批招生。
2018年8月1日，广州市越秀区教育局与广东实验中学签订了《越秀区教育局与广东实验中学合作办学协议书》，宣布越秀区与省实合作筹建的“广东实验中学越秀学校”正式成立，并同步组建“广东实验中学越秀教育集团”。在签订该协议之前，广州秀外与二十一中的初高中毕业生报考时使用原校名送生。
越秀區教育局一位不願透露姓名的知情人士稱，越秀區暫無外語特色高中的情況是暫時的，廣東實驗中學的對該校管理權將會維持較長一段時間，待到合適的時候，將會恢復廣州市越秀外國語學校的辦學或者是在越秀區内再組建一所外國語完全中學。

## 開設語種
廣州市越秀外國語學校作為外語特色完全中學，開設有英語、日語、德語、法語、西班牙語、韓語六個語種，並計劃在未來曾設葡萄牙語、阿拉伯語、俄語等語種，但只有英語為第一外語，其它語種均為第二外語。

## 学校领导

### 历任校长
- 簡竹超  民國37年2月—民國38年8月（廣州私立眾賢中學）
- 簡浩然  民國37年2月—民國38年8月（廣州私立眾賢中學）

（廣州大北中學時期與廣州市第十二中學時期歷史空白）
- 張世英  1956.7—1959.9（廣州市第二十七中學黨委書記，校長懸空）
- 黃桂榮  1959.8—1962.2（廣州市第二十七中學校長兼黨委書記）
- 許允玲  1962.2—1968.4（廣州市第二十七中學校長兼黨委書記）
- 沈孝海  1968.6—1968.10 （廣州市第二十七中學校長，黨委書記懸空）
- 黎熾  1968.11—1969.9（廣州市第二十七中學校長，黨委書記懸空）
- 王童  1969.9—1970.9（廣州市第二十七中學校長，黨委書記懸空）
- 申強  1970.10—1971.11（廣州市第二十七中學校長，黨委書記懸空）
- 魏琦  1971.11—1973.8（廣州市第二十七中學校長兼黨委書記）
- 楊萬春  1974.3—1978.3（廣州市第二十七中學校長兼黨委書記）
- 歐陽學翹  1978.3—1984.8（廣州市第二十七中學校長，1978.12—1980.8、1983.1—1991.1兼任黨委書記）
- 鄧流  1984.8—1996.7（廣州市第二十七中學、廣州市外語職業高級中學校長）
- 高寧會  1986.7—1993.7（廣州市桂花中學校長兼黨委書記）
- 陳國安  1996.8—1999.8（廣州市第二十七中學校長、廣州市外語職業高級中學校長）
- 陳繼華  1993.9—1999.7（廣州市桂花中學校長）
- 陳國安  1999.8—2001.11（廣州市第二十七中學校長、廣州市外語綜合高級中學校長）
- 梁國釗  1999.7—2002.3（廣州市桂花中學校長）
- 楊建偉  2001.11—2004.4（廣州市第二十七中學、廣州市外語綜合高級中學校長，2003.10—2006.2兼任黨委書記）
- 梁國釗  2002.3—2006.1（廣州大學實驗中學校長）
- 李欽農  2004.4—2006.2（廣州市第二十七中學、廣州市外語綜合高級中學校長）
- 彭少珍  2006.1—2010.7（廣州大學實驗中學校長）
- 楊建偉  2006.3—2007.8（廣州市第二十七中學、廣州市外語綜合高級中學校長）
- 趙衛平  2007.8—2008.5（廣州市第二十七中學、廣州市外語綜合高級中學校長）
- 趙衛平  2008.5—2011.3（廣州市越秀外國語學校校長）
- 石遠習  2011.9—2013.7（廣州市越秀外國語學校校長）
- 李洪奇  2013.7—2018.7（廣州市越秀外國語學校校長，2018.4—2018.7兼任黨委書記）

## 校区介绍
广州市越秀外国语学校擁有南、北两个校区。

### 南校區（初中部）
南校區坐落於越秀山下，正東方为中山纪念堂，南面是道教宝地三元宫，为公办初中校区所在地，因校址于大北立交以南，故将其称为南校區。

### 北校區（高中部）
北校區坐落于越秀山麓，毗邻广州大学和广州中医药大学，学术氛围浓郁，校园环境优美，为公办高中校区所在地，為原“廣州大學實驗中學”校址，因校址于大北立交以北，故将其称为北校區。

## 社团活动

### 南校区

#### 学生组织
廣州市越秀外國語學校學生會由六大部門聯合構成，各別部門旗下還會負責一些社團。其中包括：
| 部門   | 負責社團       |
| ------ | -------------- |
| 社團部 | 科文社、動漫社 |
| 宣傳部 | 攝影社、廣播社 |
| 文娛部 | 音樂社、舞蹈社 |
| 體育部 | 籃球社         |
| 學習部 | 戲劇社、史學社 |
| 勞動部 | －             |

### 北校区

#### 学生组织
廣州市越秀外國語學校團委學生會為高中部學生組織。

## 著名校友
- 羅文，香港1960年代末至1990年代初著名的實力派歌手，1960届初中毕业生。[13]
- 苏志佳，曾任中共广州市委副书记、中共广州市纪委书记，政协广州市第十二届委员会主席，1968届初中毕业生。[14]
- 云菲，广东广播电视台《今日关注》新闻主播，2001届高中毕业生。[15]

## 轶闻

### 校長贪污受贿被撤职
原校长赵卫平因为贪污受贿被教育局撤职。

### 高中部教师渎职
有学生向广州市越秀区教育局举报，反映学校高中部的数学教师孔祥明以及英语口语外教黄维明（Raymond）存在严重的违反职业道德、对后进生进行歧视、人格侮辱和教学方式、态度存在问题等情况，并表示学校有意包庇两位违纪教师。
在广州市越秀区教育局关于信访事项的答复中，学校承认两位教师存在以上所述的情况，但否认学校存在包庇教师的行为。